# Гринтовець (Іванчна Гориця)
Гринтовець (словен. Grintovec) — поселення в общині Іванчна Гориця, Осреднєсловенський регіон, Словенія. Висота над рівнем моря: 289,1 м.